# محمدابراهیم باستانی پاریزی
محمدابراهیم باستانی پاریزی (۳ دی ۱۳۰۴ – ۵ فروردین ۱۳۹۳) تاریخ‌دان، نویسنده، پژوهشگر، شاعر، موسیقی‌پژوه، استاد دانشگاه تهران و از درویشان گنابادی بود. وی دارای نشان درجه یکم دانش است. هیأت وزیران در سال ١٣٨۴ اهداء این نشان را تصویب نمود.

## زندگی
محمد ابراهیم باستانی پاریزی در سوم دی‌ماه ۱۳۰۴ در پاریز، از توابع شهرستان سیرجان در استان کرمان زاده شد.

وی تا پایان تحصیلات ششم ابتدایی در پاریز تحصیل کرد و در عین حال از محضر پدر خود حاج آخوند پاریزی هم بهره می‌برد. پس از پایان تحصیلات ابتدایی و دو سال ترک تحصیل اجباری، در سال ۱۳۲۰ تحصیلات خود را در دانش‌سرای مقدماتی کرمان ادامه داد و پس از اخذ دیپلم در سال ۱۳۲۵ برای ادامهٔ تحصیل به تهران آمد و در سال ۱۳۲۶ در دانشگاه تهران در رشتهٔ تاریخ تحصیلات خود را پی گرفت. باستانی پاریزی به گواه خاطراتش از نخستین ساکنان کوی دانشگاه تهران (واقع در امیرآباد شمالی) است. شعری نیز در این باره دارد که یک بیت آن این است:
| فاش می‌گویم و از گفته خود دلشادم |  | ساکن ساده دل کوی امیر آبادم |

در ۱۳۳۰ از دانشگاه تهران فارغ‌التحصیل شد و برای انجام تعهد دبیری به کرمان بازگشت. در همین ایام با همسرش، حبیبه حائری ازدواج کرد و تا سال ۱۳۳۷ خورشیدی که در آزمون دکتری تاریخ پذیرفته شد، در کرمان ماند. باستانی پاریزی دورهٔ دکترای تاریخ را هم در دانشگاه تهران گذراند و با ارائهٔ پایان‌نامه‌ای دربارهٔ ابن اثیر دانشنامهٔ دکترای خود را دریافت کرد.
وی کار خود را در دانشگاه تهران از سال ۱۳۳۸ با مدیریت مجله داخلی دانشکده ادبیات شروع کرد و تا سال ۱۳۸۷ استاد تمام‌وقت آن دانشگاه بوده و رابطهٔ تنگاتنگی با این دانشگاه داشته‌است.
وی یک پسر به نام حمید و یک دختر به نام حمیده دارد. تابستان‌ها را نزد دخترش در تورنتو و زمستان‌ها را نزد پسرش در تهران سپری می‌کرد.
وی از اعضای افتخاری فرهنگستان علوم جمهوری اسلامی ایران بود.
باستانی پاریزی صبح روز سه شنبه پنجم فروردین ۱۳۹۳ پس از یک ماه بیماری کبد در بیمارستان مهر تهران دیده از جهان فروبست و طبق وصیت خود در قطعه ۲۵۰ بهشت زهرا در کنار همسرش به خاک سپرده شد.

## فعالیت‌های فرهنگی و ادبی

### نویسندگی
شوق نویسندگی وی در دوران کودکی و نوجوانی در پاریز و با خواندن نشریاتی مانند حبل‌المتین، آینده و مهر برانگیخته شد. باستانی، اولین نوشته‌های خود را در سال‌های ترک تحصیل اجباری (۱۳۱۸ و ۱۳۱۹) در قالب روزنامه‌ای به نام باستان و مجله‌ای به نام ندای پاریز نوشت، که خود در پاریز منتشر می‌کرد و دو یا سه مشترک داشت.
اولین نوشتهٔ او در جراید آن زمان، مقاله‌ای بود با عنوان «تقصیر با مردان است نه زنان» که در سال ۱۳۲۱ در مجلهٔ بیداری کرمان چاپ شد. پس از آن به عنوان نویسنده یا مترجم از زبان‌های عربی و فرانسه مقالات بی‌شماری در روزنامه‌ها و مجلاتی مانند کیهان، اطلاعات، خواندنی‌ها، یغما، راهنمای‌کتاب، آینده، کلک و بخارا چاپ کرده‌است.
اولین کتاب باستانی پاریزی پیغمبر دزدان نام دارد که شرح نامه‌های طنزگونهٔ شیخ محمدحسن زیدآبادی است و برای اولین بار در سال ۱۳۲۴ در کرمان چاپ شده‌است. وی در مدت حیات بیش از شصت عنوان کتاب تألیف یا ترجمه نمود. کتاب‌های باستانی پاریزی برخی شامل مجموعهٔ برگزیده‌ای از مقالات وی هستند که به صورت کتاب جمع‌آوری شده‌اند و برخی از ابتدا به عنوان کتاب نوشته شده‌اند. از میان نوشته‌های او، هفت کتاب متمایز است که همگی در نام خود عدد هفت را دارند، مانند خاتون هفت قلعه و آسیای هفت سنگ. بعداً کتاب هشتمی با عنوان هشت‌الهفت به این مجموعهٔ هفت‌تایی اضافه شده‌است.

### مراودات با سید محمدعلی جمالزاده
جمالزاده، نویسنده ی نامدار ایرانی و بنیانگذار داستان کوتاه فارسی، روابط صمیمانه ای با او داشته است و نامه های آنها در کتابی با همین عنوان توسط فرزندان باستانی پاریزی منتشر شده است که علی دهباشی آن را ویراستاری کرده است. جمالزاده به دفعات زیاد نوشته های باستانی پاریزی را مطالعه کرده بود و گویا در کنار آنها یادداشت هایی می نوشته و برای او می فرستاده است.
تصویر زیر مربوط به همراهی آنها در ژنو است. (نفر سوم منوچهر ستوده است.)

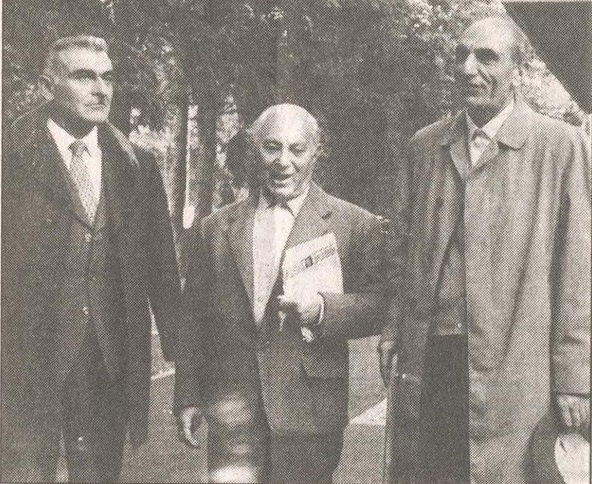
تصویری از باستانی پاریزی

### شعر و شاعری
به جز کتب و مقالات، باستانی پاریزی شعر هم می‌سرود و اولین شعر خود را در کودکی در روستای پاریز و در آرزوی باران سروده‌است. منتخبی از شعرهای خود را در سال ۱۳۲۷ در کتابی به نام «یادبود من» به چاپ رسانده‌است. از جمله یکی از غزل‌هایش با مطلع «یاد آن شب که صبا بر سر ما گل می‌ریخت» توسط بنان در یادبود صبا خوانده شده‌است. این غزل به این شرح است:
| یاد آن شب که صبا بر سر ما گل می‌ریخت    |  | بر سر ما ز در و بام و هوا گل می‌ریخت  |
| سر به دامان منت بود وز شاخ بادام       |  | بر رخ چون گلت آرام صبا گل می‌ریخت     |
| خاطرت هست آن شب همه شب تا دم صبح       |  | گل جدا، شاخه جدا، باد جدا گل می‌ریخت  |
| نسترن خم شده، لعل لب تو می‌بوسید        |  | خضر گویی به لب آب بقا گل می‌ریخت      |
| زلف تو غرقه به گل بود و هر آنگاه که من |  | می‌زدم دست بدان زلف دو تا گل می‌ریخت   |
| تو فرو دوخته دیده به مه و باد صبا      |  | چون عروس چمنت بر سر و پا گل می‌ریخت   |
| گیتی آن شب اگر از شادی ما شاد نبود     |  | راستی تا سحر از شاخه چرا گل می‌ریخت؟  |
| شادی عشرت ما باغ گل افشان شده بود      |  | که به پای تو ومن از همه جا گل می‌ریخت |

باستانی طبعی لطیف و موزون داشت. به‌گفتهٔ خودش، پدر نقش مهمی در علاقمندی او به شعر ایفا کرد. «پدرم اصولاً نامه‌هایی را که به اشخاص می‌نوشت به‌صورت شعر می‌نوشت.» باستانی اولین شعرش را در ده‌سالگی در طلب باران سرود، آن‌هم در سال‌های خشک‌سالی پاریز. آن زمان که می‌دید دخترکان را به گورستان‌ها می‌فرستند تا بر سر قبرها آب بریزند و دعا بخوانند. چنین سروده‌است:
| بیا ای برف و بارانِ خداوند |  | که تا خلق جهان باشند خرسند |
| بیا تا کشت‌ورزان شاد باشند |  | ز هر بند غمی آزاد باشند    |
| بیا تا گل بروید از چمن‌ها  |  | همه پُر گل شود دشت و دمن‌ها  |
| بیا تا باستانی شاد باشد   |  | نه اینکه صورتش پُر باد باشد |

شعر دیگری از باستانی پاریزی به این شرح است:
| باز شب آمد و شد اول بیداری‌ها           |  | من و سودای دل و فکر گرفتاری‌ها      |
| شب خیالات و همه روز، تکاپوی حیات       |  | خسته شد جان و تنم زین همه تکراری‌ها |
| در میان دو عدم، این دو قدم راه چه بود؟ |  | که کشیدیم درین مرحله بس خواری‌ها    |
| دلخوشی‌ها چو سرابم سوی خود بُرد، ولیک    |  | حیف از آن کوشش و طی کردن دشواری‌ها  |
| نوجوانی بهوس رفت و از آن بر جا ماند    |  | تنگی سینه و کم خوابی و بیماری‌ها    |
| سرگذشتی گُنه آلود و، حیاتی مغشوش        |  | خاطراتی سیه از ضبط خطا کاری‌ها      |
| کور سوئی نزد آخر به حیات ابدی          |  | شمع جانم، که فدا شد به وفاداری‌ها   |

باستانی هم چنین به زیبایی در ابیات زیر به زندگی خود اشاره کرده‌است:
| یک عمر شدیم محو تاریخ و سیر     |  | وز جمله علل بازگرفتیم خبر            |
| حق بود که علت و العلل بود و دگر |  | باقی همگی عوارض زود گذر              |
| پاریزی اگر قصه بسیار شنفت       |  | یک قصه نگفت، جز که صد قصه نهفت       |
| شب آمد و قصه گو به آرامی خفت    |  | وآن کس که شنید، گفت: دیدی که چه گفت؟ |

## گزین گفته‌ها

### حقانیت و دروغ
«وقتی دروغ و حقیقت با هم راه می‌رفتند، به چشمه‌ای رسیدند. دروغ به حقیقت گفت: " لباس خود را درآوریم و در این چشمه آب تنی کنیم ." حقیقت ساده دل چنین کرد، در آن لحظه که در آب بود، دروغ، لباس حقیقت را از کنار چشمه برداشت و پوشید و به راه افتاد. حقیقت، پس از آب‌تنی ناچار شد برهنه به راه افتد؛ از آن روز ما حقیقت را برهنه می‌بینیم، اما بسا اوقات دروغ را هم ملاقات می‌کنیم که متأسفانه لباس حقیقت پوشیده‌است؛ و طبعاً حقانیّت خود را در نظر ما به تلبیس ثابت می‌کند…!»

### امپراتوری‌ها و آدم‌های بزرگ
چه خوش گفته‌اند که «امپراتوری‌های بزرگ هم مانند آدم‌های ثروتمند، معمولاً از سوءهاضمه می‌میرند.».

## سبک نگارش
بر خلاف عمدهٔ کتاب‌های تاریخی که اغلب نثری سرد و سنگین دارند، بیشتر نوشته‌های تاریخی باستانی پاریزی پر از داستان‌ها و ضرب‌المثل‌ها و حکایات و اشعاری است که خواندن متن را برای خواننده آسان‌تر و لذت‌بخش‌تر می‌کند. به علاوه کتاب‌های باستانی پاریزی معمولاً پاورقی‌های بسیار مفصلی دارند که گاهی از خود متن هم مفصل‌تر است.

## کتاب‌شناسی

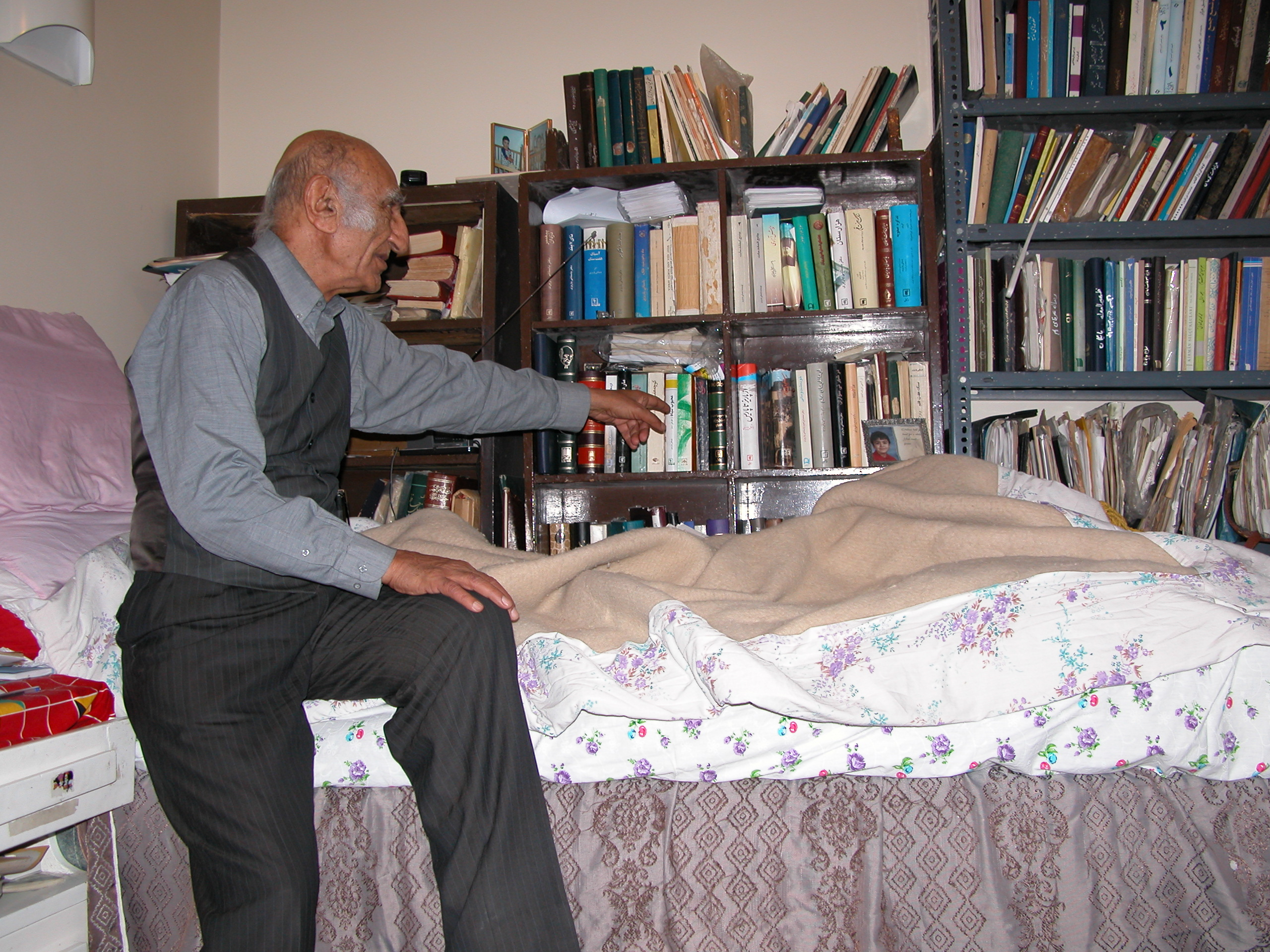
باستانی پاریزی و کتاب‌خانهٔ شخصی‌اش. تهران ۹ اردیبهشت ۱۳۸۳

### الف ــ کرمان‌شناسی
1. پیغمبر دزدان (چاپ هفدهم ۱۳۸۲) ۱۳۲۴
2. نشریه فرهنگ کرمان (چاپ کرمان) ۱۳۳۳
3. راهنمای آثار تاریخی کرمان (چاپ کرمان) ۱۳۳۵
4. دوره مجله هفتواد (چاپ کرمان) ۱۳۳۷–۱۳۳۶
5. تاریخ کرمان (تصحیح و تحشیه تاریخ وزیری، چاپ چهارم، ۱۳۷۴) ۱۳۴۰
6. منابع و مآخذ تاریخ کرمان ۱۳۴۰
7. سلجوقیان و غز در کرمان (چاپ دوم ۱۳۷۳) ۱۳۴۳
8. فرماندهان کرمان (تصحیح و تحشیه تاریخ شیخ یحیی، چاپ سوم، ۱۳۷۱) ۱۳۴۴
9. جغرافیای کرمان (تصحیح و تحشیه جغرافی وزیری، چاپ پنجم، ۱۳۸۴) ۱۳۴۶
10. گنجعلی خان (چاپ سوم ۱۳۶۷) ۱۳۵۳
11. وادی هفت واد (انجمن آثار ملی، جلد اول) ۱۳۵۵
12. تاریخ شاهی قراختائیان ۱۳۵۵
13. تذکره صفویه کرمان ۱۳۶۹
14. صحیفه الارشاد (پایان صفویه) ۱۳۸۴
15. بارگاه خانقاه در کویر هفت کاسه
16. از مجذوبعلیشاه همدانی کبودر آهنگی تا مجذوبعلیشاه بیدختی ۱۳۹۲

### ب ــ مجموعه هفتی (سبعه ثمانیه)
1. خاتون هفت قلعه (چاپ ششم ۱۳۸۰) ۱۳۴۲
2. آسیای هفت سنگ (چاپ هفتم ۱۳۸۳) ۱۳۵۰: شرح احوال وزیران و رجالی است که با شاه درافتاده‌اند (از بوذرجمهر تا مصدق) و طبعاً همه هم ورافتاده‌اند! عنوان کتاب از طرح آسیاهای کُربال گرفته شده است.[۱۱]
3. نای هفت بند (چاپ ششم ۱۳۸۱) ۱۳۵۳
4. اژدهای هفت سر (چاپ پنجم ۱۳۸۴) ۱۳۵۵
5. کوچه هفت پیچ (چاپ ششم ۱۳۷۰) ۱۳۵۵
6. زیر این هفت آسمان (چاپ پنجم ۱۳۶۸) ۱۳۵۸
7. سنگ هفت قلم (چاپ سوم ۱۳۶۸) ۱۳۵۸
8. هشت الهفت (چاپ دوم ۱۳۷۰) ۱۳۶۳

### ج ــ دیگر کتاب‌ها
1. یادبود من (مجموعه شعر)۱۳۲۷
2. ذوالقرنین یا کوروش کبیر (ترجمه، چاپ نهم ۱۳۸۴) ۱۳۳۰
3. یاد و یادبود (مجموعه شعر، چاپ دوم، ۱۳۶۴) ۱۳۴۱
4. محیط سیاسی و زندگی مشیرالدوله (چاپ دوم، جیبی ۱۳۴۱) ۱۳۴۱
5. اصول حکومت آتن، ترجمه از ارسطو ۱۳۴۱ (با مقدمه استاد دکتر غلامحسین صدیقی، چاپ چهارم ۱۳۸۳)
6. تلاش آزادی (چاپ هفتم ۱۳۸۳، برنده جایزه یونسکو) ۱۳۴۷
7. یعقوب لیث (چاپ هشتم ۱۳۸۲) ۱۳۴۴ (این کتاب به زبان عربی ترجمه و در قاهره چاپ و منتشر شده‌است. ۱۹۷۶)
8. شاه منصور (چاپ ششم ۱۳۷۷) ۱۳۴۸
9. سیاست و اقتصاد عصر صفوی (چاپ پنجم ۱۳۷۸)۱۳۴۸
10. اخبار ایران از ابن اثیر (ترجمه الکامل، چاپ دوم ۱۳۶۴) ۱۳۴۹
11. از پاریز تا پاریس (چاپ هشتم ۱۳۸۱) ۱۳۵۱
12. شاهنامه آخرش خوش است (چاپ ششم ۱۳۸۳) ۱۳۵۰
13. حماسه کویر (چاپ چهارم ۱۳۸۲) ۱۳۵۶
14. تن آدمی شریف است… ۱۳۵۷
15. نون جو و دوغ گو (چاپ پنجم ۱۳۸۳) ۱۳۵۷
16. جامع المقدمات (چاپ دوم ۱۳۶۷، جلد دوم ۱۳۷۳) ۱۳۶۳
17. فرمانفرمای عالم (چاپ چهارم ۱۳۷۷) ۱۳۶۴
18. از سیر تا پیاز (چاپ سوم ۱۳۷۹) ۱۳۶۷
19. مار در بتکده کهنه (چاپ سوم ۱۳۸۰) ۱۳۶۸
20. کلاه‌گوشه نوشین روان (چاپ سوم ۱۳۸۰) ۱۳۶۹
21. حضورستان (چاپ دوم ۱۳۷۰) ۱۳۶۹
22. هزارستان (چاپ دوم ۱۳۸۲) ۱۳۷۱
23. ماه و خورشید فلک (چاپ دوم ۱۳۷۶) ۱۳۷۱
24. سایه‌های کنگره (چاپ دوم ۱۳۷۶) ۱۳۷۱
25. بازیگران کاخ سبز (چاپ دوم ۱۳۸۴) ۱۳۷۳
26. پیر سبزپوشان (چاپ دوم ۱۳۷۹) ۱۳۷۳
27. آفتابه زرین فرشتگان (چاپ دوم ۱۳۷۷) ۱۳۷۳
28. نوح هزار طوفان (چاپ دوم ۱۳۸۰) ۱۳۷۵
29. در شهر نی سواران (چاپ دوم ۱۳۷۸) ۱۳۷۷
30. شمعی در طوفان (چاپ دوم ۱۳۸۳) ۱۳۷۸
31. خود مشت مالی ۱۳۷۸
32. محبوب سیاه و طوطی سبز ۱۳۷۸
33. درخت جواهر (چاپ دوم ۱۳۸۳) ۱۳۷۹
34. گذار زن از گدار تاریخ (چاپ دوم ۱۳۸۴) ۱۳۸۱
35. کاسه کوزه تمدن ۱۳۸۱
36. پوست پلنگ ۱۳۸۱
37. حصیرستان (چاپ دوم ۱۳۸۴) ۱۳۸۲
38. بارگاه خانقا ه ۱۳۸۴
39. هواخوری در باغ با گوهر شب چراغ ۱۳۸۴
40. گرگ پالان دیده ۱۳۹۰
41. نادره مرد: یادنامه مرحوم حاج میرزا عبدالحسین حجتی کرمانی ۱۳۹۰
42. کوه‌ها با هم‌اند و ... (چاپ دوم 1400) 1394

## باستانی پاریزی در نگاه دیگران

### رودی متی: پاریزی نقالی به شیوه سنتی ایران بود
رودی متّی ایران‌شناس آمریکایی و استاد دانشگاه «دلور» دربارهٔ باستانی می‌گوید: «باستانی پاریزی نقّالی به‌شیوهٔ سنتی ایران بود؛ یعنی شیوه‌ای از داستان‌گویی که ریشه در این خاک دارد. بنابرین داستان‌ها و افسانه‌های کهن را با سنت‌های محلی وفق می‌داد. کودکی و نوجوانی او در محیطی گذشت که هنوز دور از دسترس تحولات دنیای مدرن بود. از این‌رو آگاهی او از زمین، زندگی روستایی، کشاورزان و باورها و عقاید آنان، آگاهی همدلانه و وابستگی‌اش به این مقولات عمیق بود… تاریخ برای او به‌منزلهٔ وجدان و هوشیاری مورد نیاز جامعه بود و مورخ را طبیبی می‌دانست در جست‌وجوی بیماری‌های جوامع انسانی، کاملاً آگاه بود که درمان‌های مورخ لزوماً مصون از خطا نیست».

### عباس زریاب خویی: با لطایف‌الحیل خواننده را در دل تاریخ رها می‌کند
زریاب خویی دربارهٔ قلم جذاب و متفاوت باستانی در تاریخ‌نگاری می‌گوید: «اگر تاریخ برای عده‌ایی از افراد مملکت ما امری مَلال‌انگیز و بی‌فایده باشد، باستانی پاریزی توانسته‌است این زنگ مَلال را از چهرهٔ تاریخ بزداید. خوانندگان آثار او هر چند از تاریخ گریزان باشند، ناخودآگاه به‌سوی تاریخ کشانده می‌شوند؛ و ناگهان متوجه می‌شوند که چگونه این نویسندهٔ بزرگ، با لطایف‌الحیل و زرنگی‌های خاص خود، او را در میان معرکهٔ تاریخ رها کرده‌است و چه‌طور نام‌های نامأنوس تاریخی و اسامی دور از ذهن جغرافیای تاریخ بی‌آن‌که خود توانسته باشد، ناگهان در مغز او جای گرفته‌است».

### ایرج افشار: قلمش شبیه چسب اُهوست
قلم باستانی مورخ و تازه‌یاب، چیزی است شبیه به چسب «اُهو»؛ زیرا توانایی فوق‌العاده دارد که صد مطلب را در یک مقاله خواندنی و دلچسب جا بدهد همچون «چل‌تکه‌دوزی». همین طرفه‌اندیشی است که خوانندگان کتاب‌هایش در هر شهر و روستا و ده‌کوره به تحسین واداشته شده‌اند و شاید من بیش از هر کس این مطلب را دریافته‌ام که دوستداران کتب او با چه ولعی نوشته‌های او را به هر گوشهٔ وطن که بروید می‌خوانند و در مجلس‌های شبانه نقل می‌کنند.

### ایرج اشراقی: تاریخ را با شعر می‌آراید
اشراقی استاد گروه تاریخ دانشگاه تهران معتقد است: «دکتر باستانی در آراستن تاریخ با شعر و اسطوره و حماسه و جغرافیا و مضامین شیرینی که موردپسند است، مهارت دارد. غالب حواشی کتاب‌هایش خواندنی است و اگر این حواشی را جدا کنند، خود کتابی جداگانه به‌وجود خواهد آمد. پای‌بندی دکتر باستانی را به اصول تاریخ‌نگاری از گریزی که در لابه‌لای آثارش زده‌است به‌خوبی می‌توان مشاهده کرد».

### حسن زندیه: قصه گوی خوش بیان تاریخ
دکتر حسن زندیه، استاد تاریخ دانشگاه تهران در صفحه پاسداشت یاد استاد باستانی پاریزی در روزنامه ایران دربارهٔ ایشان چنین می‌نگارد: «باستانی در حقیقت خود برآمده از تاریخ و همنشین با آن است؛ تاریخی که ریشه‌هایش را می‌توان در بارگاه شاه‌نعمت‌الله و طریقت ارشادعلی‌شاه جست. او به واقعیت و درستی تاریخ‌نویسی است عامی که تعلقات جامعه ایرانی به ادبیات و ساده‌نویسی را درک کرده و به بهترین شکل از آن بهره‌ها برده‌است. باستانی نه تنها عام‌نویس و ساده‌گوست، بلکه در زیستن و رفتن و برخاستن و سخنرانی و زندگی نیز همچون کتاب‌های خود بی‌پیرایه و بی‌آلایش است. پاریزی را باید عاشق تاریخ دانست نه یک مورخ نامی. چنین صفاتی و کرداری و گفتاری، تنها از یک مجنون حقیقی که طالب لیلی باشد، انتظار می‌رود و از قصه‌گوی خوش‌بیان تاریخ جز این انتظار نیست».

### حسن روحانی: استاد فرزانه
حسن روحانی، هفتمین رئیس‌جمهور ایران در پاسداشت یاد استاد باستانی پاریزی بیان داشت: «این استاد فرزانه بیشتر عمر گرانمایه خود را با نگاه ستایش آمیز به تاریخ و تمدن ایرانی صرف تبیین ارزش‌های انسانی فرهنگ کشورمان کرد و ده‌ها اثر ارزشمند از خود به یادگار گذاشت که همچنان پربار و روشنگر خواهد بود».

### حسن باستانی راد: وارث والا تبار بیهقی
حسن باستانی راد استاد تاریخ دانشگاه شهید بهشتی دربارهٔ استاد باستانی پاریزی می‌گوید: «دنیای باستانی پاریزی دنیای جالبی‌ست که اگر کسی همهٔ آن ۶۰ کتاب و صدها مقالهٔ ایشان را خوانده باشد و ساعت‌ها در پای سخن شیرین وی نشسته باشد، باز هم شاید همین متانت و وقار، حلم و صبر، خون‌گرمی و مهربانی‌ست که اجازه داده تا این «چغله دانشجوی» تاریخ به خود جسارت داده و به این پشتوانه که زادهٔ «هفده چنار پاریز» است و نام «باستانی» را بر خود همواره ساخته مقالتی بنویسد که هم ابراز وجود کرده باشد و هم سخن نغز «نبی السارقین» متعرف شود که آنچه در این مختصر آمد «نسبت به دریا قطره یی در برابر بیضاء ذره‌ای بیش نیست» و این‌گونه از قول تمنا هروی به سخن خود خاتمه دهد:
| باستانی وارث والا تبار بیهقی           |  | آن که کلک زر نگارش دل دهد جان آورد  |
| شعر من در وصف او دانی که می‌ماند به چه؟ |  | مور لَنگی هدیه ای چون بر سلیمان آورد |

### محمدعلی اسلامی نُدوشَن: تنها یاد است که می ماند
محمدعلی اسلامی ندوشن دربارة استاد باستانی پاریزی نگاشت: «دکتر باستانی با حافظه قوی و ذهن بیدار همواره معاضر خوشایندی بود، و با آن لهجه گرم کرمانی می توانست مجلس را بدست گیرد. در نزد او تاریخ مرغزاری بود که همه نوع گیاهی در آن می رویید؛ از مرغ و سنبل، و همه نوع مرغی در آن به نوا می آمد، از بلبل تا زاغ. روانش آرمیده باد». 

### ادیب برومند: مرد سخن
استاد ادیب برومند، شاعر و قصیده‌سرای توانا نیز در پی درگذشت استاد باستانی پاریزی، چامه‌ای نغز و ارزشمند در پاسداشت یاد ایشان سرود
| مردسخن چوکرد شکر ریزی       |  | قناد را چه جای شکر بیزی     |
| مردسخن به تیغ زبان بُرّد      |  | نای از سران حادثه انگیزی    |
| مرد سخن ز وقعه ای از تاریخ  |  | ترغیبی ات نماید و پرهیزی    |
| تاریخدان به ذکر حکایتها     |  | آرد خبر زچیزی و ناچیزی      |
| بیزد شکر ز تَنگ به پرویزن    |  | چون دم زند ز شوکت پرویزی    |
| با ذکر بوسعید ابوالخیرش     |  | لعنت بود به سیرت چنگیزی     |
| مرد سخن چو راه هنر پوید     |  | بنمایدت خضارت پالیزی        |
| مرد سخن زمور برآرد پیل      |  | با جثه ای بدان قَدَر از ریزی  |
| تاریخدان سزد که بود صادق    |  | ور آیدش درین معامله غم خیزی |
| تاریخدان سزاست که بنویسد    |  | اخبار را به شیوه گردیزی     |
| تاریخدان سزد که بود چونان   |  | “استاد باستانی پاریزی”      |
| آن نامور ادیب سخن گستر      |  | آن شهره دربیان به دلاویزی   |
| دلجوی بود شیوهٔ گفتارش       |  | چون ناله‌های مرغ شباویزی     |
| کرمان روا بود که بدو نازد   |  | چون آذری به صائب تبریزی     |
| دردا که این فرشته صفت استاد |  | با غول مرگ شد به گلاویزی    |
| داس اجل ز پای در افکندش     |  | داسی بدان برندگی و تیزی     |
| رفت آن که بود خُردهٔ اقلامش   |  | چون غنچه‌های گل به عرق ریزی  |
| رفت آن که بود مرکب افکارش   |  | تا زان بسان پویهٔ شبدیزی     |
| در مرگ این عزیز فضیلت کیش   |  | طبعم بود دچار غم آمیزی      |
| باشد ادیب درغم او خوندل     |  | چون پژمریده لالهٔ پائیزی     |

### تمنا هروی: تا بهار آرزو گل در گلستان آورد
تمنا هروی شاعر افغانستانی و زادهٔ روستایی به نام سروستان در هرات، با شروع جنگ میان شوروی و افغانستان- در سال۱۳۵۸- به سبب اشغال کشورش توسط شوروی به ایران مهاجرت کرد و هم‌اکنون نیز در ایران زندگی می‌کند. تمنا هروی از شیفتگان باستانی پاریزی بود و ارادت خود را به باستانی پاریزی در شعر زیر نشان داده‌است.
| تا بهار آرزو گل در گلستان آورد         |  | صحبت روشندلان اقبال و عرفان آورد        |
| عشق را نازم که هرکس می‌برد فرمان او     |  | می‌تواند عالمی را زیر فرمان آورد         |
| راه بسیار است، اما رهنوردان غافلند     |  | راه دانی کو که این ره را، به پایان آورد |
| بینوایان را نوایی هست در ملک وجود      |  | خرم آن کش رحمتی بر بینوایان آورد        |
| آن که چون سرو سهی بار تعلق برنداشت     |  | سر گرانیها چه سانش سنگ طفلان آورد       |
| از پی رستم شغاد از پا در آید بی درنگ   |  | روزگار این طرز بازیها هزاران آورد       |
| گاه تازد لشکری بر کشوری دیوانه وار     |  | حق ستیزی ارمغان بر حق گزاران آورد       |
| ملتی آشفته حال و بی سرو سامان شود      |  | تا سراسیمه به هر سو رو شتابان آورد      |
| من یکی زان محنت آباد و مصیبت دیده‌ام    |  | کاندر ایرانم قضای روزگاران آورد         |
| از هری افکند در ری دست تقیرم ز لطف     |  | کز کرم زی اوستاد اوستادان آورد          |
| باستانی وارث والاتبار بیهقی            |  | آن که کلک زرنگارش دل دهد جان آورد       |
| گرچه کرمان را بود مرد سخندان بی شمار   |  | کی تواند مثل او مرد سخندان آورد         |
| مام ایران زاد اگر دانشوران بی بدیل     |  | کی بدیل باستانی مام ایران آورد          |
| آن که از «پاریز تا پاریس» گشته رهسپار  |  | می‌سزد کز قاف همت، آب حیوان آورد         |
| آن که «زن را بگذاراند از گدار زندگی»   |  | راد مردان هم ز «شهر نی سواران» آورد     |
| گه شتابد بر «کویر» و راه پر پیچ و خمش  |  | گه فروزان تر ز مه «شمعی ز طوفان» آورد   |
| آسیا سازد، ولی از «هفت سنگ» حادثات     |  | تا حدیث از فهم پیر آسیابان آورد         |
| گه برد مارا به بام «کوچه‌های هفت پیچ»   |  | گه حکایتها ز «پیر سبز پوشان» آورد       |
| در هزارستان اگر خواهد کسی یابد حضور    |  | خار در چشمش نیاید، گل به دامان آورد     |
| می‌نماید خامه‌اش در هر طرف سیر و سفر     |  | زیر این هفت آسمان خواهد که طیران آود    |
| غافل «از سیر و پیاز» مزرع سبز فلک      |  | یاد اگر از سیرجان و گر ز ماهان آورد     |
| از دل تاریخ بیرون می‌نماید لعل ناب      |  | آنچنان لعلی که نتواند کس از کان آورد    |
| نظم را با نثر آن سان می‌دهد پیوند و ربط |  | تا به دلها رغبت و شوق فراوان آورد       |
| یک سخن نا استوار از خامه او سر نزد     |  | هرچه گوید، مدرک و اسناد و برهان آورد    |
| نیست تنها اسوهٔ تاریخ خاور اوستاد       |  | باختر بر فضل او پیوسته، اذعان آورد      |
| شصت دفتر هریکی آراسته با صد هنر        |  | کیست جز او تا مکرر بهر یاران آورد       |
| طنز دشوار است، اما پیر «یاد و یادبود»  |  | در بیانش نیش و نوش از طنز آسان آورد     |
| گاه گوید از طبیب و شیخ بیمار عبوس      |  | گه حدیث از بو سعید و پیر خرقان آورد     |
| از الایا ایهاالساقی ز حافظ چون گذشت    |  | ماجرای حبس و شعر سعد سلمان آورد         |
| آخر شهنامه سر تا پای طنز و عبرت است    |  | گر سخن از ترک و گر از قوم افغان آورد    |
| لنگ لنگان تا کند تیمور در گرمابه جای   |  | طنز تلخی را که گفتش رند کرمان آورد      |
| راست گوید، پخته اندیشد، نترسد از کجان  |  | آنچه خواهد خاطرش، در خامه اش آن آورد    |
| زشت و زیبا را نویسد گه نهان، گه آشکار  |  | بی‌تعصب صحبت از گبر و مسلمان آورد        |
| بر گدا و شاه از چشم حقیقت بنگرد        |  | داستانها گرچه از بیداد سلطان آورد       |
| خویشتن‌را مشت‌مالی می‌نماید چون‌نمد        |  | در بهار خودپرستی تا زمستان آورد         |
| سر نساید بر در ارباب قدرت هیچ‌گاه       |  | پیش ذرّه سجده کی مهر درخشان آورد         |
| آن که با «نون‌جوین و دوغ گو» قانع شود   |  | کی پسندد کز پی نان، رو به دونان آورد    |
| تا بیفزاید به دانشگاه تهران افتخار     |  | عشق و ایمانش، به دانشگاه تهران آورد     |
| باز باشد خانه‌اش بر روی اصحاب ادب       |  | بی‌تکلف ماحضر در پیش مهمان آورد          |
| شعر من در وصف او دانی که می‌ماند به چه  |  | مور لنگی هدیه‌ای چون بر سلیمان آورد      |
| یا به فردوسی فرستد داستان باستان       |  | یا خداوند «گلستان» را «پریشان» آورد     |
| یا به رسم تحفه بر حافظ، غزل سازد گسیل  |  | یا چکامه بر سخن پرداز شروان آورد        |
| جای دارد گر پذیرد چامه ام را، اوستاد   |  | زیره را گرچه نشاید کس به کرمان آورد     |

### عبدالکریم تمنا هروی: اشکی با یاد استادم
تمنا هروی در قصیده ای دیگر، در سوگ استاد باستانی پاریزی، چنین سروده است:
| باستانی اوستاد علم تاریخ و ادب         |  | باستانی گوهر دریای فضل و سروری        |
| باستانی اوستاد اوستادان وطن            |  | باستانی اسوة فرهنگ والای دری          |
| باستانی افتخار کشور آزادگان            |  | باستانی شهرة دنیای مجد و برتری        |
| باستانی بیهقی را یادگار ارجمند         |  | باستانی ناخدای کشتی دانشوری           |
| باستانی قصه پرداز خبیر بی نظیر         |  | باستانی طنزگوی نامدار عبقری           |
| گر منوچهری به عهدش زنده بودی می نگفت   |  | «اوستاد اوستادان زمانه عنصری»         |
| نثر را با نظم میداد آنچنان پیوند و ربط |  | کافرین اهل سخن گفتی بدان درزی گری     |
| بود دریایی ولی دریای ژرف و پر گهر      |  | بود گنج گوهری اما ندیده گوهری         |
| زیست عمری با مناعت از کسی یاری نجُست    |  | عار می آمد ورا کز خلق جوید یاوری      |
| هر کتابش را گرامی تر ز جان دارند دوست  |  | در خُجَند و دهلی و بلخ و سمرقند و هری   |
| مهر دانشگاه تهران بود بیش از نیم قرن   |  | از فروغش بود روشن مهر و ماه و مشتری   |
| بی تعصب داوری می کرد هر جا خواستی      |  | داشت از تزویر و تبعیض و تعصب دل بری   |
| سخت در کرمان همیشه عاشق و مشتاق بود    |  | با شعف می کرد زان مرز کهن یادآوری     |
| در صداقت، در فضیلت، در تواضع، در تلاش  |  | نیست مانندش به زیر گنبد نیلوفری       |
| اوستادی مثل پاریزی نیابی در جهان       |  | گر بپیمایی جهان را از ثریا تا ثری     |
| بود نثرش پخته و خاطر پسند و سودمند     |  | بود نظمش بسته بر قانون شعر و شاعری    |
| گر چه سر تا پا بود پر طنز تاریخ جهان   |  | طنز پاریزی به طنز دهر داده برتری      |
| چشم گیتی مثل او تاریخ دان هرگز ندید    |  | گر چه باشد چشم گیتی را فزون روشنگری   |
| سر نسودی بر در ارباب مکنت هیچ گاه      |  | داشت عار از چاپلوسی و ستمگر پروری     |
| کلک پر کارش نیاسود از نوشتن یک زمان    |  | بود پیوسته هوادار حقیقت محوری         |
| چون شمردم نامه هایش را بود هفتاد جلد   |  | «هم فزون آید اگر چونان که باید بشمری» |
| تا دیار ما به چنگ نابکاران اوفتاد      |  | مردم ما گشت حیران و پریش و هر دری     |
| دفترم را بستم و از بیم جان گشتم روان   |  | بر دیار ری ز شهر شیرمردان هری         |
| اندرین جا دل چنان گرویدة استاد گشت     |  | رفت تا اندوه غربت دل رهید از دل خوری  |
| فیض بردم بیش از استاد سی و پنج سال     |  | گنج زر بود اوستاد و من قرین بی زری    |
| مثنوی افزون تر از هفتاد من کاغذ شود    |  | گر یکایک بذل و احسانش کنم یادآوری     |

## باستانی پاریزی در آثار دیگران

### صفحه ویژه روزنامه ایران
روز بیستم فروردین سال ۱۳۹۸، روزنامه ایران، صفحه تاریخ خود را به پاسداشت یاد استاد باستانی پاریزی اختصاص داده و مطالبی تحت عنوان «تاریخ روی شانه‌های انسان» (بازنشر یکی از مقالات دکتر پاریزی)، «مورخ مردم ایران» از امید اخوی (مدرس دانشگاه)، «از پاریز تا پاریس» از علیرضا خزایی (پژوهشگر تاریخ)، «قصه گوی خوش بیان تاریخ» از دکتر حسن زندیه (استاد دانشگاه تهران) و «از جنس تاریخ برای تاریخ» از حبیب‌الله پیشوا را منتشر کرد.

### مستند زندگی استاد باستانی پاریزی
مدتی پس از درگذشت باستانی پاریزی، خبرگزاری تسنیم در تاریخ ۲۹ فروردین سال ۱۳۹۳ اعلام داشت که مستند زندگی استاد باستانی پاریزی در ۴۰ دقیقه و با نام «یک عمر در گهواره» با همکاری جمعی از مستند سازان و نویسندگان ساخته خواهد شد.

### کتاب‌های مرتبط با باستانی
1. «از پاریز تا پاریس: یادنامه استاد باستانی پاریزی»، به اهتمام حسن زندیه، انتشارات دانشگاه تهران، چ. اول، ۱۳۹۳.
2. «یادنامهٔ باستانی پاریزی». به اهتمام علی دهباشی، چاپ مجله فرهنگی بخارا، چ. اول، ۱۳۹۳.
3. «زندگی‌نامه و خدمات علمی و فرهنگی زنده‌یاد دکتر محمدابراهیم باستانی‌پاریزی»، به‌ویراستای امید قنبری، انجمن آثار و مفاخر فرهنگی، ۲۵۶ص. چ. اول، ۱۳۹۴.
4. «شاعر تاریخ: یادگارنامه محمدابراهیم باستانی پاریزی»، به‌اهتمامِ حمیده و حمید باستانی‌پاریزی، نشر علم، چ. اول، ۱۳۹۴.
5. «دبستان باستانی پاریزی»، احسان میرپاریزی، نشر ماه‌باران، چ. اول، ۱۳۹۷.
6. «محمدابراهیم باستانی پاریزی»، علی جهان‌شاهی‌افشار، نشر یادگاران همایون، ۸۴ص، چ. اول، ۱۳۹۸.
7. «واکاوی طنز در آثار باستانی پاریزی»، خشایار احمدی، نشر بید، چ. اول، ۱۳۹۸.

### پایان‌نامه‌های مرتبط با باستانی پاریزی
1. شاهنامه و متون حماسی در آثار باستانی پاریزی، احمد آین، ۱۳۹۶، کارشناسی ارشد، دانشکدهٔ ادبیّات و علوم انسانی، دانشگاه ولی‌عصر (عج) رفسنجان.
2. سبک‌شناسی آثار باستانی پاریزی (با تکیه بر مجموعهٔ هفتی) اعظم رنجبر زینلی، ۱۳۹۴، کارشناسی ارشد، دانشکدهٔ ادبیّات و علوم انسانی، دانشگاه ولی‌عصر (عج) رفسنجان.
3. اشارات ادبی در آثار باستانی پاریزی، سودابه صادقی بهنویه، ۱۳۹۳، کارشناسی ارشد، دانشکدهٔ ادبیّات و علوم انسانی، دانشگاه یزد.
4. بررسی نقش زبان طنز در آثار تاریخ‌نگاری دکتر محمدابراهیم باستانی پاریزی، حسین شول، ۱۳۸۷، کارشناسی ارشد، دانشگاه یزد.
5. بررسی سفرنامه‌های دکتر محمد ابراهیم باستانی پاریزی، مصطفی صمیمیت، ۱۳۹۷، کارشناسی ارشد، دانشکده ادبیات و علوم انسانی، دانشگاه آران و بیدگل.

## یادمان‌ها
خیابانی در مشرق پردیس اصلی دانشگاه تهران به نام او نامیده شده است. مجسمه‌ای نیز در کرمان از او نصب است.